# Instituto Nacional de Defensa de la Competencia y de la Protección de la Propiedad Intelectual
El Instituto Nacional de Defensa de la Competencia y de la Protección de la Propiedad Intelectual (Indecopi) es un organismo público autónomo especializado del Estado peruano responsable de atender asuntos administrativos relacionados con la competencia comercial y los derechos de autor en el país.
Fue creado el 24 de noviembre de 1992 y actualmente está adscrito a la Presidencia del Consejo de Ministros.

## Historia
El Indecopi fue creado mediante el Decreto Ley 25868 en el gobierno de Alberto Fujimori como parte de las reformas económicas para agilizar la apertura económica del país. La institución reemplazó al Consejo Nacional de Supervisión de la Publicidad (creado también por el gobierno de Fujimori en 1991)  y, en lugar de tener un papel intervencionista, se encargó de regular los servicios prestados por la actividad privada y los derechos de propiedad.
En sus primeros años, Indecopi contaba con un pequeño grupo de abogados y economistas en su tribunal. Además, estuvo adscrito al Ministerio de Industria, Turismo, Integración y Negociaciones Comerciales Internacionales (MITINCI). En 1998  pasó a depender de la Presidencia del Consejo de Ministros.
En 1993, mediante la Ley 25688, Indecopi creó la Oficina de Derecho de Autor para dictar resoluciones relacionadas al uso intelectual de las obras.
En 2005, Indecopi fue reestructurado y se estableció su Consejo Directivo de cinco integrantes. Aunque gozaba de autonomía, su presidente debía ser elegido por el presidente de la República.
Entre 1991 (cuando se fundó la Consejo Nacional de Supervisión de la Publicidad) y 2008, se sancionaba a las empresas que realizaban prácticas anticompetitivas, pero esta medida fue eliminada. En 2020, mediante la Ley 31040, se reestableció el delito y se creó el Programa de Clemencia del Indecopi, que consiste en ofrecer beneficios a quienes hayan participado en tales prácticas, como un cártel, pero prefieran delatar y colaborar en la persecución de los principales responsables.

## Funciones
Indecopi desempeña varios roles de fiscalización: vigilar el comportamiento de las empresas, defender la libre competencia, proteger a los consumidores, garantizar la defensa de los derechos de autor e impedir prácticas como el dumping. También se encarga de supervisar las barreras burocráticas; en general, el organismo determina qué barreras impiden la correcta atención de la administración pública.
Cuenta con el Tribunal de Defensa de la Competencia y de la Propiedad Intelectual, la principal instancia encargada de establecer y cumplir las normas y reglamentos correspondientes a sus funciones. Sin embargo, de acuerdo con el artículo 16 de la ley institucional, solo pueden dar lugar a acciones legales una vez se hayan agotado todas las instancias administrativas (desde la oficina de la comisión o dirección correspondiente), como ocurrió en el caso relacionado con el etiquetado de productos en 1992.
Indecopi está afiliado a la Organización Mundial de la Propiedad Intelectual (OMPI). Además, participa voluntariamente como autoridad nacional en la International Competition Network (ICN). Ha sido nominado tres veces en los premios Global Competition Review Awards de 2021, y ganó uno por un informe sobre la compra de oxígeno medicinal para abastecer el sistema sanitario peruano durante la pandemia de COVID-19.

## Órganos resolutivos
Los órganos resolutivos de Indecopi son los siguientes:
- Tribunal de Defensa de la Competencia y de la Protección de la Propiedad Intelectual.
- Comisión de Eliminación de Barreras Burocráticas.
- Comisión de Defensa de la Libre Competencia.
- Comisión de Fiscalización de la Competencia Desleal.
- Comisión de Dumping, Subsidios y Eliminación de Barreras Comerciales No Arancelarias.
- Comisión de Protección al Consumidor.
- Comisión de Procedimientos Concursales.
- Dirección de Signos Distintivos.
- Dirección de Invenciones y Nuevas Tecnologías.
- Dirección de Derecho de Autor.
- Comisión de Signos Distintivos.
- Comisión de Invenciones y Nuevas Tecnologías.
- Comisión de Derecho de Autor.

## Lista de presidentes
- Jorge Muniz Ziches (1992-1994)

- Beatriz Boza Dibós (1995-2000)

- Carlos Seminario Pizzorni (2000-2002)

- César Augusto Almeyda Tasayco (2002-2003)[14]

- Santiago Francisco Roca Tavella (2004-2006)

- Jaime Thorne León (2006-2010)

- Eduardo Maximiliano Antonio de la Piedra Higueras (2010-2011)

- Hebert Tassano Velaochaga (2011-2016)

- Ivo Sergio Gagliuffi Piercechi (2016-2020)

- Hania Pérez de Cuéllar Lubienska (2020-2021)[15]

- Julián Palacín Gutiérrez (2021-2023)

- Karin Cáceres Durango (2023)

- Alberto Villanueva Eslava (2024)